# Pseudemys gorzugi
Pseudemys gorzugi is een schildpad uit de familie moerasschildpadden (Emydidae). De soort werd voor het eerst wetenschappelijk beschreven door Joseph P. Ward in 1984. Oorspronkelijk werd de wetenschappelijke naam Pseudemys concinna gorzugi gebruikt.

## Uiterlijke kenmerken
Het schild van deze soort wordt maximaal 23,5 centimeter lang, mannetjes blijven kleiner dan de vrouwtjes. Het schild heeft een overwegend groene kleur en heeft een opvallend landkaarttekening van gele tot oranjerode lijnen. Ook de poten en de kop hebben een dergelijke tekening, die veel voorkomt bij de sierschildpadden. Op de onderzijde van de kop is een Y- vormige gele vlek aanwezig. Het schild is ovaal van vorm en afgeplat, het draagt een lage kiel op het midden.

## Algemeen
Pseudemys gorzugi komt voor in Mexico en is ook bekend van enkele geïsoleerde populaties in de Verenigde Staten in New Mexico en Texas. De habitat bestaat uit rivieren en poelen met een zachte, modderige ondergrond. Op het menu staat zowel dierlijk als plantaardig materiaal en ook aas wordt wel gegeten. Van deze soort is bekend dat weleens een zonnebad wordt genomen. Over de voortplanting is weinig bekend, in tegenstelling tot andere sierschildpadden duikt deze soort zelden op in de handel in exotische dieren.